# SG・全国発売G1のキャッチフレーズ
SG・全国発売G1のキャッチフレーズ（SG・ぜんこくはつばいG1のキャッチフレーズ）は、ボートレースのビッグレースであるSG、プレミアムG1（全国発売G1）において、ファンの目を引くために各レースごとに設定され（一部設定されないこともあり）、開催直前から全国のボートレース場・ボートピアなどにポスターが大きく掲示されている。大別すると、各レースの特徴、または開催場の特徴を入れ込んだものになっていることが多い。

## キャッチフレーズ一覧（2000年代）
（空欄になっているのはキャッチフレーズが無かった、あるいは不明／太字はナイターレース）

### 2006年
| 順 | レース名                                | 開催場                  | 開催日    | キャッチフレーズ                                         |
| -- | --------------------------------------- | ----------------------- | --------- | -------------------------------------------------------- |
| G1 | 第20回記念新鋭王座決定戦競走            | 唐津                    | 1/24～29  | いざ、決戦の舞台へ。                                     |
| G1 | 第19回JAL女子王座決定戦競走             | 浜名湖                  | 2/28～3/5 | 日本の強い女決定戦                                       |
| 1  | 第41回総理大臣杯競走                    | 平和島                  | 3/16～21  |                                                          |
| G1 | 第7回競艇名人戦競走                     | 尼崎                    | 4/18～23  | 勝利者だけが、「真名人」。                               |
| 2  | 第33回笹川賞競走 競艇オールスター       | 戸田                    | 5/23～28  | 5/23、艇宴開幕                                           |
| 3  | 第16回グランドチャンピオン決定戦競走    | 浜名湖                  | 6/20～25  | 日本人が考えたスポーツで、日本人が楽しめないはずがない。 |
| 4  | 第11回オーシャンカップ競走              | 若松 （ナイターレース） | 7/25～30  | 海王奪取（Dash!）!!                                      |
| 5  | 第52回モーターボート記念競走 競艇甲子園 | 桐生 （ナイターレース） | 8/29～9/3 |                                                          |
| 6  | 第53回全日本選手権競走 競艇ダービー     | 福岡                    | 10/24～29 | この歴史的祭典を見逃すな。                               |
| 7  | 第9回競艇王チャレンジカップ競走         | 丸亀                    | 11/21～26 | 一発逆転                                                 |
| F  | 第21回賞金王決定戦競走 競艇グランプリ   | 住之江                  | 12/19～24 | メリー・クライマックス!                                  |

### 2007年
| 順 | レース名                             | 開催場                  | 開催日    | キャッチフレーズ                                              |
| -- | ------------------------------------ | ----------------------- | --------- | ------------------------------------------------------------- |
| G1 | 第21回新鋭王座決定戦競走             | 大村                    | 1/23～28  | 早く来い、ここまで、お前らも。                                |
| G1 | 第20回記念JAL女子王座決定戦競走      | 徳山                    | 2/27～3/4 | 美艇旋風（ビューティー・センセーション）                      |
| 1  | 第42回総理大臣杯競走                 | 平和島                  | 3/16～21  | 今年最初のビッグタイトル。                                    |
| G1 | 第8回競艇名人戦競走                  | 大村                    | 4/17～22  | 匠の技が、冴える。                                            |
| 2  | 第34回笹川賞競走                     | 住之江                  | 5/29～6/3 | 選ばれし者たち。                                              |
| 3  | 第17回グランドチャンピオン決定戦競走 | 戸田                    | 6/26～7/1 | 真の勇者に、女神は微笑む。 真の王者を、此処に讃える。（※1）   |
| 4  | 第12回オーシャンカップ競走           | 桐生 （ナイターレース） | 7/24～29  | 一番熱い夏！                                                  |
| 5  | 第53回モーターボート記念競走         | 蒲郡 （ナイターレース） | 8/28～9/2 | 伝説の夜になる！                                              |
| 6  | 第54回全日本選手権競走               | 平和島                  | 10/23～28 | 頂点を掴む。～Who's gonna get the Orange?～                   |
| 7  | 第10回記念競艇王チャレンジカップ競走 | 浜名湖                  | 11/20～25 | 挑戦状！賞金王へのチャレンジバトル（※2） ぶっとばす!!!!!!!!!! |
| F  | 第22回賞金王決定戦競走               | 福岡                    | 12/19～24 | 2007年最終章                                                  |

（※1）小切手の右上に表示していた。／（※2）競艇王CCオフィシャルＨＰより

### 2008年
| 順 | レース名                             | 開催場                  | 開催日    | キャッチフレーズ                                                         |
| -- | ------------------------------------ | ----------------------- | --------- | ------------------------------------------------------------------------ |
| G1 | 第22回新鋭王座決定戦競走             | 丸亀                    | 1/22～27  | いざ、新波の頂点へ ～New Generetion Battle～                             |
| G1 | 第21回JAL女子王座決定戦競走          | 津                      | 3/4～9    | 男の中の男よりも、女の中の女                                             |
| 1  | 第43回総理大臣杯競走                 | 児島                    | 3/25～30  | 春に舞う、夢の競宴・その感動、一期一会                                   |
| G1 | 第9回競艇名人戦競走                  | 宮島                    | 4/15～20  | 神技2008in宮島決戦                                                       |
| 2  | 第35回記念笹川賞競走                 | 平和島                  | 5/27～6/1 | 緑のパワーで開催！競艇オールスター戦。                                   |
| 3  | 第18回グランドチャンピオン決定戦競走 | 芦屋                    | 6/24～29  | 猛き者、集結！＆スピードの頂点へ！                                       |
| 4  | 第13回オーシャンカップ競走           | 蒲郡 （ナイターレース） | 7/22～27  | ようこそ、みんなの海へ。                                                 |
| 5  | 第54回モーターボート記念競走         | 若松 （ナイターレース） | 8/26～31  | 栄光の道、ロード オブ ザ レッドカーペット 〜THE ROAD OF THE RED CARPET〜 |
| 6  | 第55回記念全日本選手権競走           | 丸亀                    | 10/8～13  | 今、新たなる伝説が幕明ける。                                             |
| 7  | 第11回競艇王チャレンジカップ競走     | 浜名湖                  | 11/25～30 | 蹴散らせ。                                                               |
| F  | 第23回賞金王決定戦競走               | 住之江                  | 12/18～23 | 力と魂のファイナルバトル！                                               |

### 2009年
| 順 | レース名                             | 開催場                  | 開催日      | キャッチフレーズ                                                     |
| -- | ------------------------------------ | ----------------------- | ----------- | -------------------------------------------------------------------- |
| G1 | 第23回新鋭王座決定戦競走             | 琵琶湖                  | 1/20～25    | Get the Future ～未来を勝ち取れ。～                                  |
| G1 | 第22回JAL女子王座決定戦競走          | 尼崎                    | 3/3～8      | 満開のクライマックスへ。                                             |
| 1  | 第44回総理大臣杯競走                 | 多摩川                  | 3/17～22    | 春の魔物を制する者が、多摩川を制す！ ～Rord to SUMINOE2009・開幕戦～ |
| G1 | 第10回記念競艇名人戦競走             | 鳴門                    | 4/14～19    | 百花の魁よ・千紫万紅の春に舞え                                       |
| 2  | 第36回笹川賞競走                     | 福岡                    | 5/26～31    | 魂に降り注ぐ輝き。                                                   |
| 3  | 第19回グランドチャンピオン決定戦競走 | 戸田                    | 6/23～28    | 白黒つける。                                                         |
| 4  | 第14回オーシャンカップ競走           | 若松 （ナイターレース） | 7/21～26    | 海の女神も、ココロ躍る。                                             |
| 5  | 第55回記念モーターボート記念競走     | 丸亀 （ナイターレース） | 8/25～30    | 今宵、星（スター）となれ。                                           |
| 6  | 第56回全日本選手権競走               | 尼崎                    | 10/7・9～13 | 劇的！尼的！頂上決戦                                                 |
| 7  | 第12回競艇王チャレンジカップ競走     | 常滑                    | 11/24～29   | 強者上陸                                                             |
| F  | 第24回賞金王決定戦競走               | 住之江                  | 12/18～23   | 最強を決める最高の戦い。                                             |

### 2010年
| 順 | レース名                             | 開催場                  | 開催日   | キャッチフレーズ                                 |
| -- | ------------------------------------ | ----------------------- | -------- | ------------------------------------------------ |
| G1 | 第24回新鋭王座決定戦競走             | 浜名湖                  | 1/19~24  | 情熱の若獅子、いざ頂点へ。                       |
| G1 | 第23回JAL女子王座決定戦競走          | 下関                    | 3/2~8    | 女帝戴冠。                                       |
| 1  | 第45回総理大臣杯競走                 | 平和島                  | 3/17~22  | 強艇乱舞。                                       |
| G1 | 第11回競艇名人戦競走                 | 徳山                    | 4/13~18  | 幾多の名勝負を見せてくれた、あの頃の輝き・再燐。 |
| 2  | 第37回笹川賞競走                     | 浜名湖                  | 5/25~30  | 1位でなければ意味がない。                        |
| 3  | 第20回グランドチャンピオン決定戦競走 | 大村                    | 6/22~27  | オームラで、勝つ!!                               |
| 4  | 第15回オーシャンカップ競走           | 丸亀 （ナイターレース） | 7/14~19  | 一番輝くのは、誰だ。                             |
| 5  | 第56回モーターボート記念競走         | 蒲郡 （ナイターレース） | 8/24~29  | 俺を楽しませてくれよ。                           |
| 6  | 第57回全日本選手権競走               | 桐生 （ナイターレース） | 10/6~11  | WELCOME! DREAM NIGHT ～ようこそ、夢の夜へ！～    |
| 7  | 第13回チャレンジカップ競走           | 唐津                    | 11/23~28 | 勝負は、ココからっ。                             |
| F  | 第25回賞金王決定戦競走               | 住之江                  | 12/18~23 | 日本一の夢を、見よう。いっしょに。               |

## キャッチフレーズ一覧（2010年代前半）

### 2011年
| 順    | レース名                              | 開催場                  | 開催日   | キャッチフレーズ                                                            |
| ----- | ------------------------------------- | ----------------------- | -------- | --------------------------------------------------------------------------- |
| G1    | 第25回新鋭王座決定戦競走              | 宮島                    | 1/25~30  | 龍神降臨                                                                    |
| G1    | 第24回女子王座決定戦競走              | 三国                    | 3/1~6    | 波の華に舞う                                                                |
| 1     | 第46回総理大臣杯競走                  | 戸田                    | 開催中止 | 春は戸田から…                                                               |
| G1    | 第12回名人戦競走★                     | 常滑                    | 4/19~24  | 押忍！その名人芸応援します ポスターにはAKB48の名古屋版ユニットのSKE48が登場 |
| 2     | 第38回笹川賞競走★                     | 尼崎                    | 5/24~29  | 輝くスターに贈る、最高のステージ。 ～尼崎から東日本へ！がんばろう東北～     |
| 3     | 第21回グランドチャンピオン決定戦競走★ | 児島                    | 6/21~26  | だれもがみんな熱くなる！ ～児島から東日本へ！頑張ろう東北～                 |
| 4     | 第16回オーシャンカップ競走            | 蒲郡 （ナイターレース） | 7/13~18  | 自分を信じる？直感勝負 データを信じる？予想勝負                             |
| 1代替 | SG東日本復興支援競走                  | 戸田                    | 8/5~10   |                                                                             |
| 5     | 第57回モーターボート記念競走          | 福岡                    | 8/23~28  | 輝く頂きへ、強者が集う。                                                    |
| 6     | 第58回全日本選手権競走                | 平和島                  | 10/5~10  | 全ての人に、ボートレースの感動を。                                          |
| 7     | 第14回チャレンジカップ競走            | 大村                    | 11/22~27 | ファンも選手も勝負がけ！！                                                  |
| F     | 第26回賞金王決定戦競走                | 住之江                  | 12/20~25 | 最高の輝きを見逃すな！                                                      |

★は同年3月に起きた東日本大震災の被災地支援競走として大会で売り上げた総売上の一割を被災地に送った。

### 2012年
| 順 | レース名                             | 開催場                  | 開催日   | キャッチフレーズ                                                                                          |
| -- | ------------------------------------ | ----------------------- | -------- | --- |
| G1 | 第26回新鋭王座決定戦競走             | 芦屋                    | 1/24~29  | Break Through 突き破る。                                                                                  |
| G1 | 第25回女子王座決定戦競走             | 多摩川                  | 2/28~3/4 | その動き、その品格、その姿。美・走・覇 ～さあ、次の女王を探しに行こう。～                                 |
| 1  | 第47回総理大臣杯競走                 | 戸田                    | 3/15~20  | 二年分の春 戸田から…                                                                                      |
| G1 | 第13回名人戦競走                     | 下関                    | 4/24~29  | ポスター…時代ヲ超エ 巌流決戦ノ地デ 名人、相マミエル。 現代語…時代を超え 巌流決戦の地で 名人、相まみえる。 |
| 2  | 第39回笹川賞競走                     | 浜名湖                  | 5/22~27  | 総選決戦～みんなの想いを乗せて いざ夢舞台へ･･･～                                                          |
| 3  | 第22回グランドチャンピオン決定戦競走 | 芦屋                    | 6/19~24  | 極上のチャンピオンへ。                                                                                    |
| 4  | 第17回オーシャンカップ競走           | 尼﨑                    | 7/17~22  | 熱くなれる夢、ありますか。                                                                                |
| G1 | 第26回女子王座決定戦競走             | 若松 （ナイターレース） | 7/31~8/5 | 真夏の夜の、シンデレラストーリー。最速の女王は誰だ。                                                      |
| 5  | 第58回モーターボート記念競走         | 桐生 （ナイターレース） | 8/21~26  | 今年唯一のナイターSG! 全国のボートレース場の星が、桐生に集う! It's showtime!                              |
| G1 | 第27回新鋭王座決定戦競走             | 徳山                    | 9/25~30  | Road to Next Stage 俺たちの時代が、ここから始まる。                                                       |
| 6  | 第59回全日本選手権競走               | 福岡                    | 10/23~28 | 究極の勝利へ、 頂上決戦、福岡。                                                                           |
| 7  | 第15回チャレンジカップ競走           | 児島                    | 11/20~25 | かきまわせ、最後のドラマ。 挑戦がある、だから未来は面白い。                                               |
| G1 | 第1回賞金女王決定戦競走              | 大村                    | 12/13~16 | 共通ポスター…今年はW賞金王！ パンフレット…初代クィーンは、大村で決まる!                                   |
| F  | 第27回賞金王決定戦競走               | 住之江                  | 12/19~24 | 今年のキングは、住之江で極まる！                                                                          |

### 2013年
| 順 | レース名                             | 開催場                  | 開催日   | キャッチフレーズ                          |
| -- | ------------------------------------ | ----------------------- | -------- | ----------------------------------------- |
| 1  | 第48回総理大臣杯競走                 | 平和島                  | 3/15~20  | THE BEAST BATTLE 猛き者達が、目覚める春。 |
| G1 | 第14回名人戦競走                     | びわこ                  | 4/16~21  | ヒーローたちの新たなるびわこ伝説!         |
| 2  | 第40回笹川賞競走                     | 福岡                    | 5/21~26  | 守るべき約束がある。貫く想いがある。      |
| 3  | 第23回グランドチャンピオン決定戦競走 | 常滑                    | 6/25~30  | 常滑で最強の称号を掴み取れ。              |
| 4  | 第18回オーシャンカップ競走           | 若松 （ナイターレース） | 7/23~28  | お宝、狙う、海上の覇者（パイレーツ）。    |
| G1 | 第27回女子王座決定戦競走             | 鳴門                    | 7/31~8/5 | 皆の思いを翼にのせて。                    |
| 5  | 第59回モーターボート記念競走         | 丸亀 （ナイターレース） | 8/27~9/1 | MEET ON BOAT ハジケル出会いが待っている!  |
| G1 | 第28回新鋭王座決定戦競走             | 桐生 （ナイターレース） | 9/18~23  | 新鋭王座決定戦史上初、ナイター決戦‼       |
| 6  | 第60回全日本選手権競走               | 平和島                  | 10/15~21 | 真強者、集う。新王者、生まれる。          |
| 7  | 第16回チャレンジカップ競走           | 津                      | 11/19~24 | ラストチャンスに全てを賭ける。            |
| G1 | 第2回賞金女王決定戦競走              | 芦屋                    | 12/10~15 | 金色に輝く6日間。                         |
| F  | 第28回賞金王決定戦競走               | 住之江                  | 12/18~23 | 金色に輝く6日間。                         |

### 2014年
2014年度から、SGには通称名称が設けられ、全国発売GIはプレミアムGIと変更された（本項ではPG1と記載する）。
| 順   | レース名                                                    | 開催場                  | 開催日   | キャッチフレーズ                                                                              |
| ---- | ----------------------------------------------------------- | ----------------------- | -------- | --------------------------------------------------------------------------------------------- |
| 1    | 第49回総理大臣杯競走                                        | 尼崎                    | 3/18~23  | 伝統の戦いか。伝統を覆す戦いか。                                                              |
| PG1  | 第15回名人戦競走                                            | 唐津                    | 4/16~21  | 日本の匠は、ここにもいる。                                                                    |
| 2    | 第41回笹川賞競走                                            | 福岡                    | 5/27~6/1 | オールスター、とは言え、一番星はただひとつ。 ～初代ゴールドメダリストは誰だ?!～               |
| 3    | 第24回グランドチャンピオン決定戦競走                        | 浜名湖                  | 6/24~29  | ツワモノ、集結。                                                                              |
| 4    | 第19回オーシャンカップ競走                                  | 丸亀 （ナイターレース） | 7/16~21  | 波に乗るのは、だれか。                                                                        |
| PG1  | 第28回女子王座決定戦競走                                    | 三国                    | 8/5~8/11 | 駆け引きは、得意。                                                                            |
| 5    | 第60回モーターボート記念競走                                | 若松 （ナイターレース） | 8/26~31  | この夏、最後の、メモリアル。 ～祝！夏季の還暦SG大祭典／初代・夏のゴールドメダリスト決定戦。～ |
| PG1  | 第29回新鋭王座決定戦競走                                    | 戸田                    | 9/23~28  | 型破りな、ヤングだ。                                                                          |
| 6    | 第61回全日本選手権競走                                      | 常滑                    | 10/15~20 | 日本一、決定！                                                                                |
| 7    | 第17回競艇王チャレンジカップ競走                            | 下関                    | 11/25~30 | 闘う程に、燃え盛る。                                                                          |
| F    | 第29回賞金王シリーズ戦                                      | 平和島                  | 12/18~23 | 最終、最強、最高の闘い。 ～初代・年に一度のプラチナメダリスト決定戦～                         |
| F    | 第29回賞金王決定戦競走                                      | 平和島                  | 12/18~23 | 最終、最強、最高の闘い。 ～初代・年に一度のプラチナメダリスト決定戦～                         |
| 一般 | 第3回クイーンズクライマックスシリーズ（賞金女王シリーズ戦） | 住之江                  | 12/26~31 | クイーンを引くのはだあ～れ？ ～全てのギャンブラーに贈る2014年、最後のワンモアチャンス！～     |
| PG1  | 第3回クイーンズクライマックス（賞金女王決定戦競走）         | 住之江                  | 12/28~31 | クイーンを引くのはだあ～れ？ ～全てのギャンブラーに贈る2014年、最後のワンモアチャンス！～     |

### 2015年
| 順  | レース名（（）内は正式名称、同一の場合は省略）               | 開催場                  | 開催日   | キャッチフレーズこの年から全大会に於いてダブルタイトル方式へ変更。 (上がメインタイトル・下がサブタイトル)     |
| --- | ------------------------------------------------------------ | ----------------------- | -------- | --- |
| 1   | 第50回ボートレースクラシック（総理大臣杯競走）               | 尼崎                    | 3/17~22  | 華麗な幕開け、見せてあげる。START Your SG2015! ～春にゴールドは渡さない！／祝！50年目のメモリアルクラシック～ |
| PG1 | 第16回マスターズチャンピオン（名人戦競走）                   | 児島                    | 4/14~19  | Road to Masters～達人たちの激しき競宴～ ～オヤジだって負けられん！最強名人はこの俺だ！～                      |
| 2   | 第42回ボートレースオールスター（笹川賞競走）                 | 大村                    | 5/26~31  | 躍動するPride(プライド)の闘い ～初夏にゴールドは渡さない！一番星は2人も要らない！～                           |
| 3   | 第25回グランドチャンピオン（グランドチャンピオン決定戦競走） | 宮島                    | 6/23~28  | 知性の戦術か。野生の閃きか。 ～四半世紀の最強決定戦！真の最強レーサーはこの俺だ！～                           |
| 4   | 第20回オーシャンカップ競走                                   | 三国                    | 7/15~20  | アナタの夏、加速する。 ～祝！大人の仲間入り。20年目のオーシャンフェスティバル～                               |
| PG1 | 第29回レディースチャンピオン（女子王座決定戦競走）           | 丸亀 （ナイターレース） | 8/4~9    | 闘いの花園へ、ようこそ。 ～真夏の夜にクイーンは渡さないわよ！／200分の1はこの私よ！～                         |
| 5   | 第61回ボートレースメモリアル（モーターボート記念競走）       | 蒲郡 （ナイターレース） | 8/25~30  | 魂ぶつかる、夏の陣。 ～真夏の夜にゴールドは渡さない！／この夏、最後の大一番。～                               |
| PG1 | 第2回ヤングダービー                                          | 尼崎                    | 9/22~27  | まだ見ぬ未来へ、突き進め。 ～目指せ！将来のSGレーサーへの第一歩！<全てはこの尼崎からっ。>～                   |
| 6   | 第62回ボートレースダービー（全日本選手権競走）               | 浜名湖                  | 10/20~25 | 心躍る、白熱バトル。 ～秋にゴールドは渡さない！／1600分の1はこの俺だ！～                                      |
| 7   | 第18回チャレンジカップ競走                                   | 芦屋                    | 11/24~29 | ラストチャンスは、その手でつかめ。 ～サバイバル 住之江・福岡 最終章～                                         |
| G2  | 第2回レディースチャレンジカップ                              | 芦屋                    | 11/24~29 | ラストチャンスは、その手でつかめ。 ～サバイバル 住之江・福岡 最終章～                                         |
| F   | 第30回グランプリシリーズ（賞金王シリーズ戦）                 | 住之江                  | 12/18~23 | 最後のパーティーが、はじまる。 ～最後にプラチナを掴み取れ！／祝！30年目のギネスバトル～                       |
| F   | 第30回グランプリ（賞金王決定戦競走）                         | 住之江                  | 12/18~23 | 最後のパーティーが、はじまる。 ～最後にプラチナを掴み取れ！／祝！30年目のギネスバトル～                       |
| G3  | 第4回クイーンズクライマックスシリーズ（賞金女王シリーズ戦）  | 福岡                    | 12/26~31 | 主役の座は、譲りたくない。 ～全てのギャンブラーへ贈る！2015年最後のお・も・て・な・し！～                     |
| PG1 | 第4回クイーンズクライマックス（賞金女王決定戦競走）          | 福岡                    | 12/28~31 | 主役の座は、譲りたくない。 ～全てのギャンブラーへ贈る！2015年最後のお・も・て・な・し！～                     |

## キャッチフレーズ一覧（2010年代後半）

### 2016年
| 順  | レース名（（）内は正式名称、同一の場合は省略）               | 開催場                  | 開催日   | キャッチフレーズ                   |
| --- | ------------------------------------------------------------ | ----------------------- | -------- | ---------------------------------- |
| 1   | 第51回ボートレースクラシック（総理大臣杯競走）               | 平和島                  | 3/16~21  | 決戦の舞台、ここから始まる。       |
| PG1 | 第17回マスターズチャンピオン（名人戦競走）                   | びわこ                  | 4/12~17  | 敵との闘いか、己との闘いか。       |
| 2   | 第43回ボートレースオールスター（笹川賞競走）                 | 尼崎                    | 5/24~29  | 掴め、勝利も人気も。               |
| 3   | 第26回グランドチャンピオン（グランドチャンピオン決定戦競走） | 蒲郡 （ナイターレース） | 6/21~26  | 進め、最強の中の最強へ。           |
| 4   | 第21回オーシャンカップ競走                                   | 鳴門                    | 7/13~18  | 活きがいいのは、誰だ。             |
| PG1 | 第30回レディースチャンピオン（女子王座決定戦競走）           | 津                      | 8/2~7    | 闘う本能が、花開く。               |
| 5   | 第62回ボートレースメモリアル（モーターボート記念競走）       | 桐生 （ナイターレース） | 8/23~28  | 一発、ど派手にぶちかませ。         |
| PG1 | 第3回ヤングダービー                                          | 常滑                    | 9/20~25  | 新星（ニュースター）誕生!          |
| 6   | 第63回ボートレースダービー（全日本選手権競走）               | 福岡                    | 10/25~30 | 四神さわぐ、伝統の一戦。           |
| 7   | 第19回チャレンジカップ競走                                   | 大村                    | 11/22~27 | ラストチャンスに、ドラマが起きる。 |
| G2  | 第3回レディースチャレンジカップ                              | 大村                    | 11/22~27 | ラストチャンスに、ドラマが起きる。 |
| F   | 第31回グランプリシリーズ（賞金王シリーズ戦）                 | 住之江                  | 12/20~25 | 聖なる日に、奇跡が起きる。         |
| F   | 第31回グランプリ（賞金王決定戦競走）                         | 住之江                  | 12/20~25 | 聖なる日に、奇跡が起きる。         |
| G3  | 第5回クイーンズクライマックスシリーズ（賞金女王シリーズ戦）  | 平和島                  | 12/26~31 | 女王、君臨。                       |
| PG1 | 第5回クイーンズクライマックス（賞金女王決定戦競走）          | 平和島                  | 12/28~31 | 女王、君臨。                       |

### 2017年
| 順  | レース名（（）内は正式名称、同一の場合は省略）               | 開催場                  | 開催日   | キャッチフレーズ                 |
| --- | ------------------------------------------------------------ | ----------------------- | -------- | -------------------------------- |
| 1   | 第52回ボートレースクラシック（総理大臣杯競走）               | 児島                    | 3/15~20  | Let's2017 すごい波がやってくる。 |
| PG1 | 第18回マスターズチャンピオン（名人戦競走）                   | 津                      | 4/11~16  | ひと華、華麗に咲かせてみせよう。 |
| 2   | 第44回ボートレースオールスター（笹川賞競走）                 | 福岡                    | 5/23~28  | 最も輝くのは、人気者か、強者か。 |
| 3   | 第26回グランドチャンピオン（グランドチャンピオン決定戦競走） | 鳴門                    | 6/20~25  | ここが熱狂の渦、ど真ん中。       |
| 4   | 第22回オーシャンカップ                                       | 丸亀 （ナイターレース） | 7/12~17  | 鼓動が加速する夏。               |
| PG1 | 第31回レディースチャンピオン（女子王座決定戦競走）           | 芦屋                    | 8/1~6    | VIVA!大和撫子                    |
| 5   | 第63回ボートレースメモリアル（モーターボート記念競走）       | 若松 （ナイターレース） | 8/22~27  | 夏、最後にして最高潮。           |
| PG1 | 第4回ヤングダービー                                          | 蒲郡 （ナイターレース） | 9/20~25  | スターの座へ、一番乗り☆          |
| 6   | 第64回ボートレースダービー（全日本選手権競走）               | 平和島                  | 10/24~29 | 歴史が動く、その瞬間。           |
| 7   | 第20回チャレンジカップ                                       | 下関 （ナイターレース） | 11/22~27 | 奇跡を、巻き起こせ。             |
| G2  | 第4回レディースチャレンジカップ                              | 下関 （ナイターレース） | 11/22~27 | 奇跡を、巻き起こせ。             |
| F   | 第32回グランプリシリーズ（賞金王シリーズ戦）                 | 住之江                  | 12/19~24 | 最強を決める、水上の頂上決戦。   |
| F   | 第32回グランプリ（賞金王決定戦競走）                         | 住之江                  | 12/19~24 | 最強を決める、水上の頂上決戦。   |
| G3  | 第6回クイーンズクライマックスシリーズ（賞金女王シリーズ戦）  | 大村                    | 12/26~31 | 女王につき、最速。               |
| PG1 | 第6回クイーンズクライマックス（賞金女王決定戦競走）          | 大村                    | 12/28~31 | 女王につき、最速。               |

### 2018年
| 順  | レース名（（）内は正式名称、同一の場合は省略）               | 開催レース場            | 開催日   | キャッチフレーズ                         |
| --- | ------------------------------------------------------------ | ----------------------- | -------- | ---------------------------------------- |
| G2  | 第2回レディースオールスター                                  | びわこ                  | 3/6∼11   | ゾクゾクするレース、魅せてあげる。       |
| 1   | 第53回ボートレースクラシック（総理大臣杯競走）               | 浜名湖                  | 3/16~21  | Let's LIVE! 特別なステージを目撃せよ。   |
| PG1 | 第19回マスターズチャンピオン（名人戦競走）                   | 福岡                    | 4/17~22  | 今年のマスターは、一味違う。             |
| 2   | 第45回ボートレースオールスター（笹川賞競走）                 | 尼崎                    | 5/22~27  | 人気者に実力者。水上のスターはいろいろ。 |
| 3   | 第27回グランドチャンピオン（グランドチャンピオン決定戦競走） | 徳山                    | 6/19~24  | 奥深き、王者たちの世界。                 |
| 4   | 第23回オーシャンカップ                                       | 若松 （ナイターレース） | 7/11~16  | 今宵、スリリングな夢はいかが?            |
| PG1 | 第32回レディースチャンピオン（女子王座決定戦競走）           | 桐生 （ナイターレース） | 7/31~8/5 | 舞い上がれ!夏女。                        |
| 5   | 第64回ボートレースメモリアル（モーターボート記念競走）       | 丸亀 （ナイターレース） | 8/21~27  | 来た!夏の最大瞬間風速。                  |
| PG1 | 第5回ヤングダービー                                          | 浜名湖                  | 9/19~24  | 出てこい!若き挑戦者よ                    |
| 6   | 第65回ボートレースダービー（全日本選手権競走）               | 蒲郡 （ナイターレース） | 10/23~28 | 伝統の先頭に立つ者へ                     |
| 7   | 第21回チャレンジカップ                                       | 芦屋                    | 11/20~25 | ラストピースを奪い取れ。                 |
| G2  | 第5回レディースチャレンジカップ                              | 芦屋                    | 11/20~25 | ラストピースを奪い取れ。                 |
| F   | 第33回グランプリシリーズ（賞金王シリーズ戦）                 | 住之江                  | 12/19~24 | 頂点を越えていけ。                       |
| F   | 第33回グランプリ（賞金王決定戦競走）                         | 住之江                  | 12/19~24 | 頂点を越えていけ。                       |
| G3  | 第7回クイーンズクライマックスシリーズ（賞金女王シリーズ戦）  | 平和島                  | 12/26~31 | 女王の本気、御覧遊ばせ。                 |
| PG1 | 第7回クイーンズクライマックス（賞金女王決定戦競走）          | 平和島                  | 12/28~31 | 女王の本気、御覧遊ばせ。                 |

### 2019年
| 順  | レース名（（）内は正式名称、同一の場合は省略）               | 開催レース場              | 開催日     | キャッチフレーズ                   |
| --- | ------------------------------------------------------------ | ------------------------- | ---------- | ---------------------------------- |
| G2  | 第3回レディースオールスター                                  | 児島                      | 3/5∼10     | Dancing Beat!Dancing Heart!!       |
| 1   | 第54回ボートレースクラシック（総理大臣杯競走）               | 戸田                      | 3/16~21    | 2019 新たな伝説の予感。            |
| PG1 | 第20回マスターズチャンピオン（名人戦競走）                   | 宮島                      | 4/16~21    | これが、熟練の闘いか。             |
| 2   | 第46回ボートレースオールスター（笹川賞競走）                 | 福岡                      | 5/21~26    | WHO IS STAR? 人気者が出揃った!     |
| 3   | 第28回グランドチャンピオン（グランドチャンピオン決定戦競走） | 多摩川                    | 6/18~23    | 強いって、カッコイイ。             |
| 4   | 第24回オーシャンカップ                                       | 常滑                      | 7/10~15    | 水上のときめき 見においで。        |
| PG1 | 第33回レディースチャンピオン（女子王座決定戦競走）           | 蒲郡 （ナイターレース）   | 8/7~8/12   | 女のライバルは女                   |
| 5   | 第65回ボートレースメモリアル（モーターボート記念競走）       | 大村 （ナイターレース）   | 8/27~9/1   | さあ、夢のような夜を。             |
| PG1 | 第6回ヤングダービー                                          | 三国                      | 9/18~23    | 出でよ!未来のヒーロー              |
| 6   | 第66回ボートレースダービー（全日本選手権競走）               | 児島                      | 10/22~27   | さあ、闘士の牙をむけ               |
| 7   | 第22回チャレンジカップ                                       | 桐生 （ナイターレース）   | 11/19~24   | 突破せよ、勝利のその先へ。         |
| G2  | 第6回レディースチャレンジカップ                              | 桐生 （ナイターレース）   | 11/19~24   | 突破せよ、勝利のその先へ。         |
| PG1 | 第1回ボートレースバトルチャンピオントーナメント              | 平和島                    | 11/28~12/1 | チャンピオンたちのガチンコバトル!! |
| F   | 第34回グランプリシリーズ（賞金王シリーズ戦）                 | 住之江 （ナイターレース） | 12/17~22   | 夜に輝け、真の王者よ。             |
| F   | 第34回グランプリ（賞金王決定戦競走）                         | 住之江 （ナイターレース） | 12/17~22   | 夜に輝け、真の王者よ。             |
| G3  | 第8回クイーンズクライマックスシリーズ（賞金女王シリーズ戦）  | 徳山                      | 12/26~31   | いちばん強いの、わたし。           |
| PG1 | 第8回クイーンズクライマックス（賞金女王決定戦競走）          | 徳山                      | 12/28~31   | いちばん強いの、わたし。           |

### 2020年
2020年開催のレースのうち、レディースオールスターからマスターズチャンピオンは予定通り開催したが、新型コロナウイルスの影響で無観客開催（ボートレース場内に客は入れず、場内の舟券発売及び外向発売所及び場外発売所は臨時閉鎖、テレボートのみの対応）となった。5月下旬の大村を皮切りに一部のボートレース場で観客を入れてのレースを再開したが、G2・G1・プレミアムG1・SGは引き続き無観客開催を継続していた。2020年7月28日からの大村のG2から、G2以上のレースも有観客での開催となる。
| 順  | レース名（（）内は正式名称、同一の場合は省略）               | 開催レース場              | 開催日   | キャッチフレーズ                                        |
| --- | ------------------------------------------------------------ | ------------------------- | -------- | ------------------------------------------------------- |
| G2  | 第4回レディースオールスター                                  | 鳴門                      | 3/3∼8    | 可憐に優美に駆け抜けて                                  |
| 1   | 第55回ボートレースクラシック（総理大臣杯競走）               | 平和島                    | 3/17~22  | 情熱の火蓋を切れ。                                      |
| PG1 | 第21回マスターズチャンピオン（名人戦競走）                   | 津                        | 4/21~26  | 見ろ、一枚上手の痛快さ。                                |
| 2   | 第47回ボートレースオールスター（笹川賞競走）                 | 住之江 （ナイターレース） | 5/26~31  | 真のスターは、水面にまたたく。                          |
| 3   | 第29回グランドチャンピオン（グランドチャンピオン決定戦競走） | 宮島                      | 6/23~28  | この戦いは、一流の証し。                                |
| 4   | 第25回オーシャンカップ                                       | 鳴門                      | 7/21~26  | 夏は波に乗ったもん勝ち。                                |
| PG1 | 第34回レディースチャンピオン（女子王座決定戦競走）           | 多摩川                    | 8/5~8/10 | どんな私が見てみたい?                                   |
| 5   | 第66回ボートレースメモリアル（モーターボート記念競走）       | 下関 （ナイターレース）   | 8/25~30  | 誰よりも輝け!夏のフィナーレ                             |
| PG1 | 第7回ヤングダービー                                          | びわこ                    | 9/18~23  | ここが僕らのスタートライン。 勝利のゴールしか見えない。 |
| 6   | 第67回ボートレースダービー（全日本選手権競走）               | 大村 （ナイターレース）   | 10/20~25 | 威風堂々、伝統の舞台へ。                                |
| 7   | 第23回チャレンジカップ                                       | 蒲郡 （ナイターレース）   | 11/19~24 | 奇跡を起こせ、一番星。                                  |
| G2  | 第7回レディースチャレンジカップ                              | 蒲郡 （ナイターレース）   | 11/19~24 | 奇跡を起こせ、一番星。                                  |
| PG1 | 第2回ボートレースバトルチャンピオントーナメント              | 若松 （ナイターレース）   | 12/3~6   | 最後の一人まで突き進め。                                |
| F   | 第35回グランプリシリーズ（賞金王シリーズ戦）                 | 平和島                    | 12/15~20 | つかめ、王者の栄冠。 輝け、最強の誇り。                 |
| F   | 第35回グランプリ（賞金王決定戦競走）                         | 平和島                    | 12/15~20 | つかめ、王者の栄冠。 輝け、最強の誇り。                 |
| G3  | 第9回クイーンズクライマックスシリーズ（賞金女王シリーズ戦）  | 浜名湖                    | 12/26~31 | 強さの秘密?そんなのヒミツ。                             |
| PG1 | 第9回クイーンズクライマックス（賞金女王決定戦競走）          | 浜名湖                    | 12/28~31 | 強さの秘密?そんなのヒミツ。                             |

## キャッチフレーズ一覧（2020年代前半）

### 2021年
2021年開催のレースに関しても、2020年の入場制限を踏襲する。
| 順  | レース名（（）内は正式名称、同一の場合は省略）               | 開催レース場              | 開催日   | キャッチフレーズ                                 |
| --- | ------------------------------------------------------------ | ------------------------- | -------- | ------------------------------------------------ |
| G2  | 第5回レディースオールスター                                  | 芦屋                      | 2/23∼28  | 闘士の牙をむけ、これが私の走り。                 |
| 1   | 第56回ボートレースクラシック（総理大臣杯競走）               | 福岡                      | 3/23~28  | ドラマチックに、魂を燃やせ。                     |
| PG1 | 第22回マスターズチャンピオン（名人戦競走）                   | 下関 （ナイターレース）   | 4/21~26  | 圧倒的貫禄に、ココロ奪われろ!                    |
| 2   | 第48回ボートレースオールスター（笹川賞競走）                 | 若松 （ナイターレース）   | 5/26~31  | 人気も、強さも、イイとこ取り                     |
| 3   | 第30回グランドチャンピオン（グランドチャンピオン決定戦競走） | 児島                      | 6/22~27  | 本物の強さ、胸に刻め。                           |
| 4   | 第26回オーシャンカップ                                       | 芦屋                      | 7/20~25  | きらめきを巻き上げて走れ!                        |
| PG1 | 第35回レディースチャンピオン（女子王座決定戦競走）           | 浜名湖                    | 8/4~8/10 | 乙女たちよ 咲きほこれ!                           |
| 5   | 第67回ボートレースメモリアル（モーターボート記念競走）       | 蒲郡 （ナイターレース）   | 8/24~29  | 夜空を照らせ、この夏最後の輝き。                 |
| PG1 | 第8回ヤングダービー                                          | 徳山                      | 9/21~26  | 鮮烈に、大胆に、突き進め!                        |
| 6   | 第68回ボートレースダービー（全日本選手権競走）               | 平和島                    | 10/26~31 | 憧れの舞台が待っている。                         |
| 7   | 第24回チャレンジカップ                                       | 多摩川                    | 11/23~28 | もっと果敢に。もっと大胆に。自分の限界を突破せよ |
| G2  | 第8回レディースチャレンジカップ                              | 多摩川                    | 11/23~28 | もっと果敢に。もっと大胆に。自分の限界を突破せよ |
| PG1 | 第3回ボートレースバトルチャンピオントーナメント              | 鳴門                      | 12/4~7   | No.1へ駆け上がれ!                                |
| F   | 第36回グランプリシリーズ（賞金王シリーズ戦）                 | 住之江 （ナイターレース） | 12/14~19 | 華々しく勝利を飾れ!                              |
| F   | 第36回グランプリ（賞金王決定戦競走）                         | 住之江 （ナイターレース） | 12/14~19 | 華々しく勝利を飾れ!                              |
| G3  | 第10回クイーンズクライマックスシリーズ（賞金女王シリーズ戦） | 福岡                      | 12/26~31 | 最強女王、ここに降臨。                           |
| PG1 | 第10回クイーンズクライマックス（賞金女王決定戦競走）         | 福岡                      | 12/28~31 | 最強女王、ここに降臨。                           |

### 2022年
2022年開催のレースに関しても、2020年・2021両年の入場制限を踏襲する。なお、BBCトーナメントは2022年度から開催が1月に変更されるため本年の開催はない(従って今年から「暮れのダブルグランプリ」とも言われる男子のグランプリ(賞金王決定戦)と女子のクイーンズクライマックス(賞金女王決定戦)が共にBBCトーナメントの出場選手決定戦として開催される)。
| 順  | レース名（（）内は正式名称、同一の場合は省略）               | 開催レース場            | 開催日                     | キャッチフレーズ                                      |
| --- | ------------------------------------------------------------ | ----------------------- | -------------------------- | ----------------------------------------------------- |
| G2  | 第6回レディースオールスター                                  | 桐生                    | 2/22∼27 （ナイターレース） | その夜、女王が舞い降りる。                            |
| 1   | 第57回ボートレースクラシック（総理大臣杯競走）               | 大村 （ナイターレース） | 3/16~21                    | 目覚めよ、最強神話                                    |
| PG1 | 第23回マスターズチャンピオン（名人戦競走）                   | 三国                    | 4/19~24                    | （左）俺を超えてみろ。 （右）いつか、そのステージへ。 |
| 2   | 第49回ボートレースオールスター（笹川賞競走）                 | 宮島                    | 5/24~29                    | 人気も実力も5つ星                                     |
| 3   | 第31回グランドチャンピオン（グランドチャンピオン決定戦競走） | 唐津                    | 6/21~26                    | これが最強の証明。                                    |
| 4   | 第27回オーシャンカップ                                       | 尼崎                    | 7/19~24                    | ほとばしれ、真夏の情熱                                |
| PG1 | 第36回レディースチャンピオン（女子王座決定戦競走）           | 丸亀 （ナイターレース） | 8/2~8/7                    | #闘活女子最高 強くて、速くて、かわいいの❤             |
| 5   | 第68回ボートレースメモリアル（モーターボート記念競走）       | 浜名湖                  | 8/23~28                    | さぁ歴史を塗り替えろ。                                |
| PG1 | 第9回ヤングダービー                                          | 多摩川                  | 9/20~25                    | 限界を突き抜けろ。                                    |
| 6   | 第69回ボートレースダービー（全日本選手権競走）               | 常滑                    | 10/25~30                   | 重ねた歴史のその先へ                                  |
| 7   | 第25回チャレンジカップ                                       | 鳴門                    | 11/22~27                   | 最強を極める!最後のチャンス                           |
| G2  | 第9回レディースチャレンジカップ                              | 鳴門                    | 11/22~27                   | 最強を極める!最後のチャンス                           |
| F   | 第37回グランプリシリーズ（賞金王シリーズ戦）                 | 大村 （ナイターレース） | 12/13~18                   | 王者の座を奪取せよ                                    |
| F   | 第37回グランプリ（賞金王決定戦競走）                         | 大村 （ナイターレース） | 12/13~18                   | 王者の座を奪取せよ                                    |
| G3  | 第11回クイーンズクライマックスシリーズ（賞金女王シリーズ戦） | 住之江                  | 12/26~31                   | 女王のプライドが輝きだす                              |
| PG1 | 第11回クイーンズクライマックス（賞金女王決定戦競走）         | 住之江                  | 12/28~31                   | 女王のプライドが輝きだす                              |

### 2023年
| 順  | レース名（（）内は正式名称、同一の場合は省略）               | 開催レース場              | 開催日   | キャッチフレーズ                                        |
| --- | ------------------------------------------------------------ | ------------------------- | -------- | ------------------------------------------------------- |
| PG1 | 第4回ボートレースバトルチャンピオントーナメント              | びわこ                    | 1/12~15  | （左）テッペン奪ってやる。 （右）トップの座は譲らない。 |
| G2  | 第7回レディースオールスター                                  | 蒲郡 （ナイターレース）   | 2/21∼26  | 夜の蒲郡で魅せてやる!                                   |
| 1   | 第58回ボートレースクラシック（総理大臣杯競走）               | 平和島                    | 3/16~21  | 新たな時代の幕開けだ。                                  |
| PG1 | 第24回マスターズチャンピオン（名人戦競走）                   | 若松 （ナイターレース）   | 4/19~24  | 経験は、一番の実力。                                    |
| 2   | 第50回ボートレースオールスター（笹川賞競走）                 | 芦屋                      | 5/23~28  | No.1スターは魅力派?実力派?                              |
| 3   | 第32回グランドチャンピオン（グランドチャンピオン決定戦競走） | 徳山                      | 6/20~25  | ここで勝つ。それが本物の強さ。                          |
| 4   | 第28回オーシャンカップ                                       | 児島                      | 7/18~23  | 情熱がキラめく夏。                                      |
| PG1 | 第37回レディースチャンピオン（女子王座決定戦競走）           | 津                        | 8/1~6    | とろけそうな、乙女の激闘                                |
| 5   | 第69回ボートレースメモリアル（モーターボート記念競走）       | 福岡                      | 8/22~27  | 記憶に刻め、夏の鼓動。                                  |
| PG1 | 第10回ヤングダービー                                         | 下関 （ナイターレース）   | 9/19~24  | ノッてけ!NEWWAVE!                                       |
| 6   | 第70回ボートレースダービー（全日本選手権競走）               | 蒲郡 （ナイターレース）   | 10/24~29 | 秋の夜長に、歴史は生まれる。                            |
| 7   | 第26回チャレンジカップ                                       | 三国                      | 11/21~26 | 王者への道は譲らない。                                  |
| G2  | 第10回レディースチャレンジカップ                             | 三国                      | 11/21~26 | 王者への道は譲らない。                                  |
| F   | 第38回グランプリシリーズ（賞金王シリーズ戦）                 | 住之江 （ナイターレース） | 12/19~24 | I'M GONNA WIN                                           |
| F   | 第38回グランプリ（賞金王決定戦競走）                         | 住之江 （ナイターレース） | 12/19~24 | I'M GONNA WIN                                           |
| G3  | 第12回クイーンズクライマックスシリーズ（賞金女王シリーズ戦） | 多摩川                    | 12/26~31 | 誇り高き、女神の躍動                                    |
| PG1 | 第12回クイーンズクライマックス（賞金女王決定戦競走）         | 多摩川                    | 12/28~31 | 誇り高き、女神の躍動                                    |

### 2024年
| 順  | レース名（（）内は正式名称、同一の場合は省略）               | 開催レース場              | 開催日   | キャッチフレーズ                   |
| --- | ------------------------------------------------------------ | ------------------------- | -------- | ---------------------------------- |
| PG1 | 第5回ボートレースバトルチャンピオントーナメント              | 大村 （ナイターレース）   | 1/11~14  | 全戦必勝 サバイバル                |
| G2  | 第8回レディースオールスター                                  | びわこ                    | 2/20∼25  | 強さと、美しさが見る者を魅了する。 |
| 1   | 第59回ボートレースクラシック（総理大臣杯競走）               | 戸田                      | 3/15~20  | 新たな情熱が、はじけ翔ぶ。         |
| PG1 | 第25回マスターズチャンピオン（名人戦競走）                   | 鳴門                      | 4/15~21  | 経験の数だけ、強くなる。           |
| G2  | 第9回レディースオールスター                                  | 宮島                      | 5/7∼12   | 水上に咲き誇る花となれ。           |
| 2   | 第51回ボートレースオールスター（笹川賞競走）                 | 多摩川                    | 5/21~26  | 今年のA（エース）は誰だ?           |
| 3   | 第33回グランドチャンピオン（グランドチャンピオン決定戦競走） | 尼崎                      | 6/25~30  | 燃えたぎれ!ツワモノ魂              |
| 4   | 第29回オーシャンカップ                                       | 大村 （ナイターレース）   | 7/23~28  | 止まらない!真夏の好奇心            |
| PG1 | 第38回レディースチャンピオン（女子王座決定戦競走）           | 福岡                      | 8/7~12   | 最強ヒロインになれますように★      |
| 5   | 第70回ボートレースメモリアル（モーターボート記念競走）       | 丸亀 （ナイターレース）   | 8/22~27  | 涼やかに夜風をつかめ               |
| PG1 | 第11回ヤングダービー                                         | 桐生 （ナイターレース）   | 9/18~23  | 無我夢中でいいじゃん!              |
| 6   | 第71回ボートレースダービー（全日本選手権競走）               | 戸田                      | 10/22~27 | 伝統と歴史の水上絵巻、ご覧あれぃ!  |
| 7   | 第27回チャレンジカップ                                       | 下関 （ナイターレース）   | 11/21~26 | ラストチャンスは、この手でつかむ!  |
| G2  | 第11回レディースチャレンジカップ                             | 下関 （ナイターレース）   | 11/21~26 | ラストチャンスは、この手でつかむ!  |
| F   | 第39回グランプリシリーズ（賞金王シリーズ戦）                 | 住之江 （ナイターレース） | 12/19~24 | 我こそ王者。                       |
| F   | 第39回グランプリ（賞金王決定戦競走）                         | 住之江 （ナイターレース） | 12/19~24 | 我こそ王者。                       |
| G3  | 第13回クイーンズクライマックスシリーズ（賞金女王シリーズ戦） | 蒲郡 （ナイターレース）   | 12/26~31 | この輝きは磨き抜かれた強さ         |
| PG1 | 第13回クイーンズクライマックス（賞金女王決定戦競走）         | 蒲郡 （ナイターレース）   | 12/28~31 | この輝きは磨き抜かれた強さ         |

### 2025年
| 順  | レース名（（）内は正式名称、同一の場合は省略）               | 開催レース場              | 開催日   | キャッチフレーズ                 |
| --- | ------------------------------------------------------------ | ------------------------- | -------- | -------------------------------- |
| PG1 | 第6回ボートレースバトルチャンピオントーナメント              | 常滑                      | 1/23~26  | 頂点まで来てみろ                 |
| PG1 | 第1回スピードクイーンメモリアル                              | 浜名湖                    | 2/19~24  | 初代最速クイーンの座はゆずれない |
| 1   | 第60回ボートレースクラシック（総理大臣杯競走）               | 若松 （ナイターレース）   | 3/25~30  | 新風を巻き起こせ!                |
| PG1 | 第26回マスターズチャンピオン（名人戦競走）                   | 桐生 （ナイターレース）   | 4/22~27  | 経験は自信へ。自信は強さへ。     |
| G2  | 第10回レディースオールスター                                 | 常滑                      | 5/13∼18  | 選ばれた女が、華彩る             |
| 2   | 第52回ボートレースオールスター（笹川賞競走）                 | 丸亀 （ナイターレース）   | 5/27~6/1 | 多彩なきらめき、ここに集結!      |
| 3   | 第34回グランドチャンピオン（グランドチャンピオン決定戦競走） | 戸田                      | 6/24~29  | ここは、一流だけが立てる舞台     |
| 4   | 第30回オーシャンカップ                                       | 徳山                      | 7/22~27  | 熱気沸き立つ真夏の主役           |
| PG1 | 第39回レディースチャンピオン（女子王座決定戦競走）           | 浜名湖                    | 8/6~11   | 夏を駆ける私が主役               |
| 5   | 第71回ボートレースメモリアル（モーターボート記念競走）       | 若松 （ナイターレース）   | 8/26~31  | 夏の終わりに気迫を燃やせ         |
| PG1 | 第12回ヤングダービー                                         | 宮島                      | 9/23~28  |                                  |
| 6   | 第72回ボートレースダービー（全日本選手権競走）               | 津                        | 10/21~26 |                                  |
| 7   | 第28回チャレンジカップ                                       | 福岡                      | 11/25~30 |                                  |
| G2  | 第12回レディースチャレンジカップ                             | 福岡                      | 11/25~30 |                                  |
| F   | 第40回グランプリシリーズ（賞金王シリーズ戦）                 | 住之江 （ナイターレース） | 12/16~21 |                                  |
| F   | 第40回グランプリ（賞金王決定戦競走）                         | 住之江 （ナイターレース） | 12/16~21 |                                  |
| G3  | 第14回クイーンズクライマックスシリーズ（賞金女王シリーズ戦） | 大村 （ナイターレース）   | 12/26~31 |                                  |
| PG1 | 第14回クイーンズクライマックス（賞金女王決定戦競走）         | 大村 （ナイターレース）   | 12/28~31 |                                  |